# Hana Mandlíková
Hana Mandlíková (Praga, 19 de Fevereiro de 1962) é uma ex-tenista profissional nascida na Tchecoslováquia e mais tarde naturalizou-se australiana.

## Grand Slam finais

### Simples: 8 (4 títulos, 4 vices)
| Posição | Ano  | Campeonato          | Piso   | Oponente            | Placar                  |
| ------- | ---- | ------------------- | ------ | ------------------- | ----------------------- |
| Vice    | 1980 | US Open             | Duro   | Chris Evert         | 7–5, 1–6, 1–6           |
| Campeã  | 1980 | Aberto da Austrália | Grama  | Wendy Turnbull      | 6–0, 7–5                |
| Campeã  | 1981 | Roland Garros       | Saibro | Sylvia Hanika       | 6–2, 6–4                |
| Vice    | 1981 | Wimbledon           | Grama  | Chris Evert         | 2–6, 2–6                |
| Vice    | 1982 | US Open             | Duro   | Chris Evert         | 3–6, 1–6                |
| Campeã  | 1985 | US Open             | Duro   | Martina Navratilova | 7–6(7–3), 1–6, 7–6(7–2) |
| Vice    | 1986 | Wimbledon           | Grama  | Martina Navratilova | 6–7(1–7), 3–6           |
| Campeã  | 1987 | Aberto da Austrália | Grama  | Martina Navratilova | 7–5, 7–6(7–1)           |

### Duplas: 4 (1 título, 3 vices)
| Posição | Ano  | Campeonato    | Piso   | Parceira             | Oponentes                       | Placar        |
| ------- | ---- | ------------- | ------ | -------------------- | ------------------------------- | ------------- |
| Vice    | 1984 | Roland Garros | Saibro | Claudia Kohde-Kilsch | Martina Navratilova Pam Shriver | 6–4, 2–6, 2–6 |
| Vice    | 1986 | Wimbledon     | Grama  | Wendy Turnbull       | Martina Navratilova Pam Shriver | 1–6, 3–6      |
| Vice    | 1986 | US Open       | Duro   | Wendy Turnbull       | Martina Navratilova Pam Shriver | 4–6, 6–3, 3–6 |
| Campeã  | 1989 | US Open       | Duro   | Martina Navratilova  | Mary Joe Fernández Pam Shriver  | 7–5, 4–6, 6–4 |

## WTA finals

### Simples: 1 (0 título, 1 vicerunner–up)
| Posição | Ano         | Local         | Piso        | Oponente            | Placar             |
| ------- | ----------- | ------------- | ----------- | ------------------- | ------------------ |
| Vice    | 1986 (Mar.) | New York City | Carpete (I) | Martina Navratilova | 2–6, 0–6, 6–3, 1–6 |

### Duplas: 1 (1 título, 0 vice)
| Posição | Ano         | Local         | Pisoe       | Parceira       | Oponentes                          | Placar             |
| ------- | ----------- | ------------- | ----------- | -------------- | ---------------------------------- | ------------------ |
| Campeã  | 1986 (Mar.) | New York City | Carpete (I) | Wendy Turnbull | Claudia Kohde-Kilsch Helena Suková | 6–4, 6–7(4–7), 6–3 |